# ولادیمیر وینک
ولادیمیر وینک (کرواتی: Vladimir Vinek; ۱۵ مهٔ ۱۹۰۱ – ۱۹۴۵ (۴۳−۴۴ سال)) بازیکن فوتبال اهل یوگسلاوی بود.
از باشگاه‌هایی که در آن بازی کرده‌است می‌توان به اشاره کرد.
وی همچنین در تیم ملی فوتبال یوگسلاوی بازی کرده‌است.